# Instituto Universitario Politécnico de las Fuerzas Armadas Nacionales
El Instituto Universitario Politécnico de las Fuerzas Armadas Nacionales (IUPFAN) fue una institución educativa de Venezuela, adscrita al extinto Ministerio de la Defensa en coordinación con el extinto Ministerio del Poder Popular para la Educación, creada durante el primer gobierno de Rafael Caldera, según el Decreto Presidencial N° 1.587 del 3 de febrero de 1974, hasta ser sustituida por la Universidad Nacional Experimental Politécnica de la Fuerza Armada Nacional Bolivariana (UNEFA), según el Decreto Presidencial N° 115 del 26 de abril de 1999.

## Antecedentes
Durante sus 25 años de funcionamiento, esta institución educativa fue una alternativa para la Educación Superior de los miembros de las Fuerzas Armadas Nacionales y de la comunidad en general. Su lema era: "Mantenerse y graduarse en el IUPFAN supone excelencia", se requería un alto promedio académico. Impartió educación en carreras técnicas y de ingeniería, en aulas y sedes ubicadas en las ciudades de Caracas, La Guaira, Maracay y Puerto Cabello, en las siguientes especialidades:
- Técnico Superior Universitario:
  - Análisis y Diseño de Sistemas.
  - Construcción Civil.
  - Comunicaciones y Electrónica.
  - Enfermería.
- Ingeniería:
  - Aeronáutica.
  - Armamento.
  - Civil.
  - Eléctrica.
  - Electrónica.
  - Mecánica.
  - Naval.
  - Sistemas.[3]

Su régimen de estudio se medía en términos académicos, y está adoptado del modelo anglosajón "Bachelor". En los EE. UU. se les denomina "Terms", y los mismos pueden ser semestrales (dos por año), o trimestrales (tres por año).  Esta última fue la modalidad asumida por el IUPFAN, donde cada Término tenía duración de catorce semanas.  Las carreras de Ingeniería se cursaban en 12 términos, equivalentes a cuatro años de carrera y las de Técnico Superior Universitario se cursaban en 6 términos, equivalentes a 2 años de carrera.

### Galería de Rectores
El IUPFAN, fue dirigido desde su creación por los siguientes rectores:
- C/N (ARV) Silvio Esteban Sánchez 1974 - 1975
- C/A (ARV) Augusto Brito Ascanio 1975 - 1979
- G/B (Ej.) John A. Kavannagh Illarramendi 1979 - 1982
- C/A (ARV) Luis N. Delgado Fornier 1982 - 1987
- G/B (Ej) Teodoro Tomás Díaz Zabala 1987 - 1988
- G/B (Ej.) Juan De Dios Vierma Fuentes 1988 - 1989
- G/B (Ej) Ismael Antonio Guzmán 1989 - 1990
- G/B (Ej.) Castor Rivas Mendoza 1990 - 1991
- C/A (ARV) Tito Manlio Rincón Bravo 1991 - 1993
- C/A (ARV) Germán Martínez Medina 1993 - 1995
- C/A (ARV) Wilfredo Briceño Hernández  28 Jul 95 al 26 Abr 99

### Símbolos

#### Himno
Himno del IUPFAN, Letra: Coronel (GN) Guillermo Parra García. Música: Edgar Jesús Arteaga.
Coro
A tus aulas cual rico panal
hoy venimos tu miel a beber
de la ciencia anhelante soldados
bajo luz de sapiencia y de fe.
Primera Estrofa
En tus venas discurre la sabia
de la patria , de estudio farol,
y en tu surco levanta la espiga,
juventud del esfuerzo creador.
Segunda Estrofa
Adalid que en tu paso adelante
vas sembrando semillas de anhelos,
orientando las mentes a cumbres
de ilusión, esperanzas y ensueños.
Tercera Estrofa
Con batuta de luz encaminas
los hombres por sendas de sol,
el deber de tu voz de campanas,
que en el alba despierta tu honor.

Medio:Himno_cantado_del_IUPFAN.ogg